# 예측 문자
예측 문자는 주로 이동전화기에서 사용되는 입력 기술이다. 이 기술은 각 글자를 한번의 키스트로크(keystroke)로 입력할 수 있게 해주는 것으로서, 구세대 휴대폰에서 사용된 다중 키스트로크 접근과는 대조되는 방식이다. 문자 메시지, 이메일, 주소록이나 달력에 기입하는 것 등을 간편하게 하려는 것이 그 의도이다.

## 배경
단문 메시지 서비스(SMS)를 통해 휴대폰 사용자는 문자 메시지를 보낼 수 있다. 다중 탭(multi-tap)은 SMS 문자 입력의 가장 공통된 체계인데, 하나의 키를 여러번 눌러 그 키에 있는 글자들에 접근하는 방식이다. 예를 들어, "2" 키를 한번 누르면 "a"가 나타나고, 두번 누르면 "b", 세번 누르면 "c"가 나타난다. 같은 키에 있는 두개의 연속된 글자를 입력하기 위해 사용자는 잠시 멈추거나 "다음" 버튼을 눌러야 한다. 사용자는 화면을 안보고도 자판을 눌러 문자를 입력할 수 있다. 따라서 다중 탭은 이해하기 쉽고 시각적 피드백 없이 사용될 수 있다. 그러나 다중 탭은 하나의 글자 입력을 위해 잠재적으로 많은 키스트로크를 요하므로 효율성이 떨어진다.
이러한 제한을 고려하면, 이상적인 상황에서 일반적으로 예측 문자입력 소프트웨어는 사용자가 한 단어의 입력을 위해 키를 눌러야 하는 회수를 줄여준다. 사용자는 각 글자에 대응하는 숫자 키를 누르고, 그 단어가 예측문자 사전에 존재하거나 비사전적 체계에 의해 올바르게 해석되는 한 그 단어는 나타난다. 예를 들어, 현재 영어 데이터베이스가 사용중이라면 "4663"이라 누를 때 이는 전형적으로 "good"으로 해석된다. "home", "hood", "hoof" 같은 단어도 "4663"의 유효한 해석이 될 수 있지만 말이다.
예측문자 사전 중 가장 널리 사용되는 체제는 T9과 iTap이다.

## 역사
문자의 예측 입력은 적어도 1970년대부터 알려져왔다. 휴대폰 문자 메시징이 널리 보급될 때까지 예측 문자는 주로 전화상에서 이름을 찾는 데 사용되었다.

## 예
본인의 휴대폰을 꺼내들고 자판을 보라. "the"를 친다고 가정할 때, 전통적인 "다중 탭" 방식으로는 다음과 같이 해야 한다.
- 8 (tuv)을 한번 눌러 "t"를 선택
- 4 (ghi)를 두번 눌러 "h"를 선택
- 3 (def)을 두번 눌러 "e"를 선택

반면 예측엔진이 탑재된 전화에서는 다음과 같이만 하면 된다.
- 8을 한번 눌러 (tuv) 그룹을 선택하여 최초 글자 획득
- 4를 한번 눌러 (ghi) 그룹을 선택하여 제2의 글자열 획득
- 3을 한번 눌러 (def) 그룹을 선택하여 제3의 글자열 획득

각 키스트로크마다 예측엔진에 의해 화면에 나타나는 글자가 업데이트되면서 가장 가망성 있는 글자열이 제시된다. 본 예의 경우 예측엔진의 작용으로 키스트로크 회수가 5에서 3으로 줄어들었다. 단어가 더 길고 복잡할수록 그 효과는 훨씬 더 크다.
사전을 기반으로 한 예측 체제는 입력하려는 단어가 사전에 있다는 것을 전제로 한다. 그러나 그 단어가 공통적인 용법에서 벗어난다면, 특히 오타, 속어, 또는 고유명사라면 문제가 발생한다. 이런 경우의 해결을 위해서는 다른 메커니즘이 적용되어야 한다.
더욱이 단순사전접근법은 어근과 접사가 결합하여 문법적 기능을 나타내는 한국어와 같은 교착어에서는 실패한다.

## 기업 및 제품
몇몇 기업이 예측 문자를 개발해오고 있다. 누안스 커뮤니케이션스의 T9이 선두주자이다. 다른 제품들로는 모터롤러의 iTap, Eatoni Ergonomic의 LetterWise, 그리고 인텔랩의 Tauto가 있다.

## 같이 보기
- 보조과학기술
- 자동 완성
- 텍스트 메시징